# Leucania turbida
Leucania turbida är en fjärilsart som beskrevs av Jacob Hübner 1803. Leucania turbida ingår i släktet Leucania och familjen nattflyn. Inga underarter finns listade i Catalogue of Life.